# لوبونتو
لوبونتو (بالإنجليزية: Lubuntu)‏ وتنطق (/lʊˈbʊntuː/ loo-BUUN-too) هي توزيعة لينكس خفيفة مبنية على أوبونتو، تستخدم بيئة سطح المكتب إل إكس دي إي التي توصف أنها «أخف وأقل استهلاكا للموارد، وأكثر كفاءة في استخدام الطاقة» بدلًا عن يونيتي أو غنوم شيل (الأولى افتراضية والثانية اختيارية).
مثل زوبونتو، تهدف لوبونتو لتكون نظام تشغيل متطلباته قليلة، ذواكر قليلة، بيئة لـ نت بوك والأجهزة المحمولة وحواسيب سطح المكتب القديمة. أظهرت الاختبارات أنها يمكن استخدام نصف ذاكرة الوصول العشوائي مقارنة بـ زوبونتو، مما يجعلها خيارا جذابا للتثبيت على الأجهزة القديمة مثل التي يجري تجديدها للتوزيع الخيري.
لوبونتو لفظ منحوت من LXDE وأوبونتو. LXDE تعني بيئة سطح مكتب رسومية خفيفة وأوبونتو التي تعني «الإنسانية تجاه الآخرين» في لغات الزولو والكوسية.
في 11 مايو 2011 تم الاعتراف بالتوزيعة وأصبحت أحد أفراد عائلة أوبونتو الرسمية، انطلاقا من الإصدار 11.10 الذي صدر في 13 أكتوبر 2011.

## تاريخ

شعار لوبونتو الأول

شعار لوبونتو الثاني

أصدر أول إصدار من سطح المكتب إل إكس دي إي في أكتوبر 2008. مع إصدار أبونتو 8.10. هذا الإصدار الأول توفر على أبونتو 8.10, 9.04 و9.10 ولكن لم يكن متاح كصورة القرص البصري يمكن تحميله، وكان يمكن تثبيته كحزمة منفصلة lubuntu-desktop من مستودعات أبونتو. وكان يمكن تثبيته على الإصدارات السابقة من أبونتو.
في فبراير 2009، دعى مارك شاتلوورث مشروع إل إكس دي ليصبحوا مشروع ذاتي ضمن مجتمع أبونتو، بهدف اشتقاق توزيعة رسمية مبنية على أبونتو تدعى لوبونتو.
في مارس 2009، بدأ مشروع لوبونتو على لانشباد بواسطة ماريو بهلينغ، تضمن شعار المشروع المبکر. وأيضاً أنشأت صفحة رسمية للمشروع على ويكي أبونتو، تضمنت قائمة بالتطبيقات والحزم والمكونات.

ليني, الرمز الرسمي للوبونتو.

في أغسطس 2009، أصدر أول إصدار اختباري كقرص حي، بدون وجود خيار للتنصيب.
أظهر الاختبار الأولي في سبتمبر 2009 بواسطة المراجع كريستوفر سمارت من مجلة لينكس أو لوبونتو تستهلك من الذواكر نصف ما تستهلكه زوبونتو وأبونتو بالتنصيب العادي واستخدام سطح المكتب، وأقل بثلثي الذاكرة من خلال القرص الحي.
في 2014، أعلى المشروع عن عزمه الانتقال من البناء على جتك+ إلى كيوت في ما يسمى إل أكس كيو تي. واستمر العمل خلال السنة مع إصدارات لوبونتو المؤقتة لإصلاح العلل فقط على إصدارات جتك.
في 2014 أصبح ليني رمز لوبونتو.

## تطبيقات
تضم لوبونتو التطبيقات التالية:
| تطبيقات المستخدم - أبي ورد - محرر نصوص - Audacious - مشغل موسيقى - guvcview - كاميرا ويب - فايرفوكس - متصفح ويب - ايفنس - قارئ PDF - جنومريك - جداول البيانات - إم بلاير - مشغل فيديو - MTPaint - برنامج الرسام - بدجن - برنامج محادثة - Scrot - أداة التقاط صورة لسطح المكتب - Simple Scan - ماسح - Sylpheed - عميل بريد إلكتروني - سينابتك - مدير حزم - ترانزميشن - عميل بت تورنت - Update Manager- مدير تحديثات - فايل رولر - أرشيف - إكس شات - آي آر سي - إكسفس - حارق أقراص مضغوطة - Xpad - دفتر ملاحظات - XScreenSaver - حافظة شاشة | من إل إكس دي إي - GPicView – عارض صور - ليف باد – محرر نصوص - LXAppearance - LXDE Common - LXDM - LXLauncher - LXPanel - LXRandr - LXSession - LXSession Edit - LXShortCut - LXTask - LXTerminal - Menu-Cache - اوبن بوكس – مدير نوافذ - بكمان – مدير ملفات |

لوبونتو لديها وصول إلى مستودع برمجيات أبونتو من خلال مركز برامج لوبونتو، أو من خلال مدير الحزم سينابتك، أو APT. مما يسمح بتنصيب أي تطبيقات متاحة لأوبونتو.

## تاريخ الإصدارات
| تنويه: | غير مدعوم | إصدار قديم، ما يزال مدعوم | الإصدار المستقر الحالي | أحدث إصدار معاينة | إصدار مستقبلي |

| الإصدار   | الاسم الرمزي     | تاريخ الإصدار | مدعوم حتى     | ملاحظات                                                                              |
| --------- | ---------------- | ------------- | ------------- | ------------------------------------------------------------------------------------ |
| 8.10      | Intrepid Ibex    | 2008-10-30    | أبريل 2010    | متاح كخيار حزمة سطح مكتب فقط                                                         |
| 9.04      | Jaunty Jackalope | 2009-04-23    | أكتوبر 2010   | متاح كخيار حزمة سطح مكتب فقط                                                         |
| 9.10      | Karmic Koala     | 2009-10-26    | أبريل 2011    | متاح كخيار حزمة سطح مكتب فقط                                                         |
| 10.04     | Lucid Lynx       | 2010-05-02    | أبريل 2013    | أول إ`صدار مستقل، مدعومة على المدى الطويل لتوفير الدعم للمعالجات القديمة             |
| 10.10     | Maverick Meerkat | 2010-10-10    | أبريل 2012    | اعتبر أول إصدار "مستقر بيتا"                                                         |
| 11.04     | Natty Narwhal    | 2011-04-28    | أكتوبر 2012   |                                                                                      |
| 11.10     | Oneiric Ocelot   | 2011-10-13    | أبريل 2013    | أول إصدار رسمي للقرص الحي x86-64. يعتبر أول إصدار رسمي كفرد من عائلة أبونتو.         |
| 12.04     | Precise Pangolin | 2012-04-26    | أكتوبر 2013   | قائمة إصدارات أوبونتو هي إصدار له دعم طويل المدى (LTS), لكن لوبونتو 12.04 ليست كذلك. |
| 12.10     | Quantal Quetzal  | 2012-10-18    | أبريل 2014    | تضمين أيقونات جديدة                                                                  |
| 13.04     | Raring Ringtail  | 2013-04-25    | ديسمبر 2013   |                                                                                      |
| 13.10     | Saucy Salamander | 2013-10-17    | يونيو 2014    | تم استبدال كروميوم بفايرفوكس                                                         |
| 14.04 LTS | Trusty Tahr      | 2014-04-17    | أبريل 2017    | أول إصدار له دعم طويل المدى (LTS), مدعومة لمدة 3 سنوات                               |
| 14.10     | Utopic Unicorn   | 2014-10-24    | يونيو 2015    |                                                                                      |
| 15.04     | Vivid Vervet     | 2015-04-23    | ديسمبر 2015   |                                                                                      |
| 15.10     | Wily Werewolf    | 2015-10-22    | 28 يوليو 2016 |                                                                                      |
| 16.04 LTS | Xenial Xerus     | 2016-04-21    | أبريل 2019    | ثاني إصدار له دعم طويل المدى (LTS), مدعومة لمدة 3 سنوات                              |
| 16.10     | Yakkety Yak      | 2016-10-13    | يوليو 2017    |                                                                                      |
| 17.04     | Zesty Zapus      | 2017-04-13    | ديسمبر 2017   |                                                                                      |
| 17.10     | Artful Aardvark  | 2017-10-19    | يوليو 2018    | الإصدار الحالي                                                                       |
| 18.04 LTS | Bionic Beaver    | 2018-10-26    | أبريل 2021    | إصدار مستقبلي                                                                        |

## وصلات خارجية
- الموقع الرسمي
- لوبونتو على ديسترووتش.
- توثيق لوبونتو
- لوبونتو - ويكي أبونتو